# Ruda (powiat grudziądzki)
Ruda – wieś w Polsce położona w województwie kujawsko-pomorskim, w powiecie grudziądzkim, w gminie Grudziądz.
W latach 1939 - 1942 dotychczasową nazwą wsi było Ruda, lecz po przeprowadzonej zamianie nazw miejscowości w Okręgu Rzeszy Gdańsk-Prusy Zachodnie, w latach 1942 - 1945 nazywała się Rüden.

## Podział administracyjny
W latach 1939–1945 położona była w okręgu Rzeszy Gdańsk-Prusy Zachodnie, w rejencji bydgoskiej (Regierungsbezirk Bromberg), w powiecie Chełmno (Kreis Kulm).
W latach 1975–1998 miejscowość należała administracyjnie do województwa toruńskiego.

## Demografia
Według Narodowego Spisu Powszechnego (III 2011 r.) wieś liczyła 510 mieszkańców. Jest ósmą co do wielkości miejscowością gminy Grudziądz.

## Oświata
W Rudzie znajduje się Zespół Szkół im. Jana Pawła II.

## Połączenia komunikacyjne
Komunikację do wsi zapewniają linie autobusowe Gminnej Komunikacji Publicznej.